# Lee Grills
Pour les articles homonymes, voir Grills.
Lee Elgy Grills (20 avril 1904-2 novembre 1982) est un homme politique canadien de l'Ontario. Il est député fédéral progressiste-conservateur de la circonscription ontarienne de Hastings-Sud de 1957 à 1963 et de 1965 à 1968, ainsi que de Hastings de 1968 à 1972.

## Biographie
Né à Belleville en Ontario, Grills travaille comme producteur laitier. En 1946, il entre au conseil municipal de Sidney Township et devient préfet-adjoint de la municipalité en 1949 et préfet en 1951. En 1952, il devient directeur du comté de Hastings. 
Candidat défait en 1953 dans Hastings-Sud, il entre au parlement en 1957. Réélu en 1958 et en 1962, il est défait en 1963. À nouveau élu en 1965, il est réélu dans Hatings en 1968. Il ne se représente pas en 1972.